# .455 Webley
.455 Webley — британский револьверный патрон центрального воспламенения, наиболее широко использовавшийся в револьверах Webley начиная с модификации Mark I по VI. Благодаря этому боеприпасу, ввиду умеренной начальной скорости пули (около 190 м/сек.), револьвер имеет незначительную отдачу при сохранении приемлемого останавливающего действия пули. Оставался на вооружении армий Великобритании и Британского содружества вплоть до окончания Второй мировой войны.
Поставлялся в виде шести основных модификаций:
- .455 Webley Mk I (1891) — литая тупоконечная свинцовая пуля весом 17,2 г, чёрный порох. Все последующие варианты снаряжались кордитом.

- .455 Webley Mk II (1897) — литая тупоконечная свинцовая пуля весом 17,2 г, 6,5 грана (0,42 грамма) кордита [2]. С введением бездымного пороха длина гильзы была уменьшена.

- .455 Webley Mk III (1898) — цилиндрическая экспансивная пуля для полицейского и гражданского применения весом 14,1 г. Запрещена к использованию в военных целях, так как не соответствует Гаагской конвенции. Отозвана со службы в 1900 году.

- .455 Webley Mk IV (1912) — цилиндрическая плоскоконечная пуля весом 14,2 г, разработанная для увеличения боевой эффективности без нарушения норм Гаагской конвенции.

- .455 Webley Mk V (1914) — пуля, идентичная Mk IV[3][4], но отливаемая из более твёрдого свинцового сплава. Патрон находился на вооружении с апреля по ноябрь 1914 года.

- .455 Webley Mk VI (1939) — оболочечная пуля весом 17,2 г, разработанная для военного применения в соответствии с нормами Гаагской конвенции. Снаряжался 5,5-7,5 грана (0,36-0,49 грамма) кордита или 5,5 грана нитроцеллюлозы[2]. Использовался на протяжении всей Второй мировой войны.

- .455 Webley Auto Mk I (1913) — патрон с полуфланцевой гильзой для самозарядных пистолетов Webley Mk. 1 (Webley & Scott), закупленных британским флотом. Оболочечная пуля весом 14,5 грамма и начальной скоростью 210 м/сек[5].

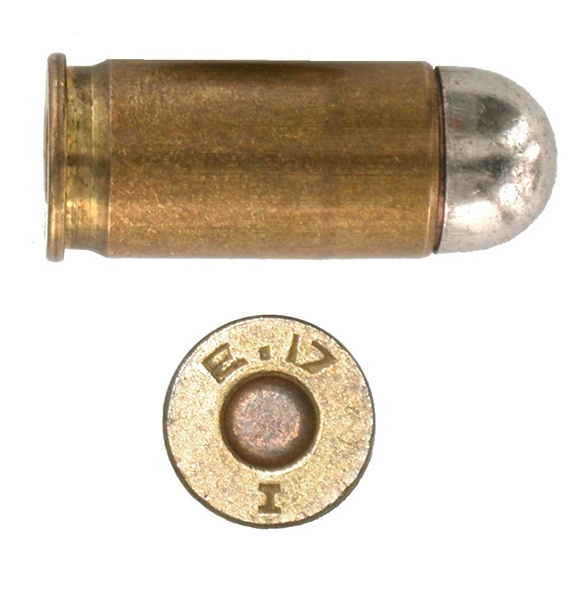